# تسارع الجاذبية
في علم الفيزياء، يوصف تسارع الجاذبية أو تسارع الثقالة على أنه تسارع جسم نتيجة قوة الجاذبية الأرضية. فيتسارع أي جسم في حقل الجاذبية بنفس المعدل، بغض النظر عن كتلة الجسم. وعلى سطح الأرض، يقال بأن جميع الأجسام تسقط بتسارع يقع بين 9.78 و9.82 m/s² اعتماداً على دائرة العرض، مع الاصطلاح على القيمة القياسية 9.80665 m/s², (تقريبا. 32.174 ft/s2).
يعطى تسارع الجاذبية أو التعجيل الأرضي بالعلاقة:
{\displaystyle \mathbf {g} =-{mG \over r^{2}}\mathbf {\hat {r}} }
حيث:
M كتله الأرض
r نصف قطر كتلة الجسم من المركز إلى الموقع قيد الاعتبار.
{\displaystyle \mathbf {\hat {r}} } متجه الوحدة من مركز الجسم إلى الموقع قيد الاعتبار.
G ثابت الجذب العام G، الذي يعادل في قيمته (6,67×10 ^(-11.

## انخفاض تسارع الجاذبية بالارتفاع

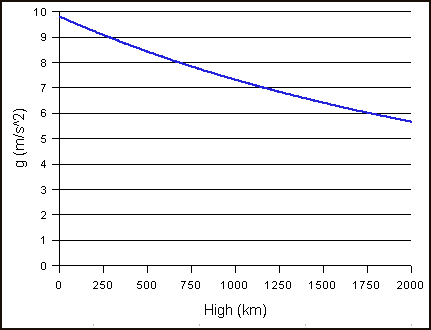
Abnahme von g mit zunehmender Höhe

تنخفض g بالقرب من سطح الأرض بمعدل 1 و3 ميكرومتر/الثانية2 لكل 1 متر ارتفاع. ويمكن حساب تغير g على الارتفاعات الكبيرة بواسطة قانون الجذب العام لنيوتن، أنظر الشكل.
بالنسبة إلى الأقمار الصناعية التي تدور حول الأرض في مدارات منخفضة بين ارتفاع 300 كيلومتر و400 كيلومتر ينخفض تسارع الجاذبية بنسبة بين 10% إلى 15%، وتنخفض على أرتفاع 5000 كيلومتر بنحو 70%. ولا تقل تسارع الجاذبية عند ابعاد أكثر من ذلك إلى الصفر وإلا لأبتعدت الأقمار الصناعية البعيدة عن الأرض من الأرض وانطلقت في مسارات مستقيمة في الفضاء. وتتسبب مقاومة الهواء في اقتراب الأقمار الصناعية من الأرض رويدا رويدا حتى تسفط وتحترق في الهواء، والكبير منها يصل إلى سطح الأرض وقد يتسبب في حوادث جسيمة.